# زمو اوکروکانا
زمو اوکروکانا (به لاتین: Zemo Okrokana) یک منطقهٔ مسکونی در گرجستان است که در متسختا-متیانتی واقع شده‌است. زمو اوکروکانا ۰ نفر جمعیت دارد و ۲٬۰۸۰ متر بالاتر از سطح دریا واقع شده‌است.